# Strychnos spinosa
Strychnos spinosa är en tvåhjärtbladig växtart som beskrevs av Jean-Baptiste de Lamarck. Strychnos spinosa ingår i släktet Strychnos och familjen Loganiaceae. Inga underarter finns listade i Catalogue of Life.